# كريستال لان
كريستال لان (بالإنجليزية: Crystal Lane)‏ هي دراجة بريطانية، ولدت في 13 سبتمبر 1985 في تشيلمسفورد في المملكة المتحدة.